# Sam Craigie
Sam Craigie (Wallsend, 29 dicembre 1993) è un giocatore di snooker inglese, fratello di Stephen, anch'egli un professionista nella stagione 2008-2009.

## Carriera
Nel 2010 vince il Campionato del mondo di snooker Under-21 qualificandosi per il Main Tour nella stagione 2011-2012. Il suo debutto in un torneo professionistico arriva nel Welsh Open 2016, perdendo però al primo turno contro Mark Allen. Fa un buon cammino al Northern Ireland Open 2017 arrivando fino agli ottavi, dopo aver battuto Kyren Wilson, Ben Woollaston e Mei Xiwen. Al China Open 2019 raggiunge per la prima volta in carriera i quarti di finale, dove viene sconfitto 6-0 da Neil Robertson che sarebbe poi andato a vincere il torneo.

## Ranking[5]
| Stagione  | Ranking iniziale | Ranking finale |
| --------- | ---------------- | -------------- |
| 2011-2012 | Non classificato | 76             |
| 2016-2017 | Non classificato | 96             |
| 2017-2018 | 76               | 80             |
| 2018-2019 | Non classificato | 72             |
| 2019-2020 | 66               | 58             |
| 2020-2021 | 58               |                |